# حبيب ديارا
حبيب ديارا (بالفرنسية: Habib Diarra)‏ هو لاعب كرة قدم فرنسي في مركز الوسط، ولد في 3 يناير 2004 في غيديوية ‏ في السنغال.

## وصلات خارجية
- حبيب ديارا على موقع قاعدة بيانات كرة القدم.إي يو (الإنجليزية)
- حبيب ديارا على موقع ليكيب (الفرنسية)
- حبيب ديارا على موقع Soccerbase.com (لاعب) (الإنجليزية)
- حبيب ديارا على موقع Soccerway.com (الإنجليزية)
- حبيب ديارا على موقع عالم كرة القدم.نت (الإنجليزية)